# Alexander de Hohenzollern
Alexander de Hohenzollern (en allemand, Alexander Prinz von Hohenzollern), né le 16 mars 1987 à New York, est un prince allemand, prince de la maison de Hohenzollern-Sigmaringen.

## Biographie
Le prince Alexander de Hohenzollern, né à New York en 1987, est l'unique fils et l'aîné des quatre enfants du prince Charles-Frédéric de Hohenzollern (1952) et de la comtesse Alexandra Schenk von Stauffenberg (1960), lesquels ont divorcé en 2010. 
Le prince Alexander a fréquenté la Oakham School au Royaume-Uni, dont il est parti après avoir passé ses GCSE. Il a fréquenté le Malvern College pendant une courte période avant de poursuivre ses études à l'Institut auf dem Rosenberg. Après avoir passé quelque temps au Tibet, il a commencé à s'entraîner aux arts martiaux mixtes extrêmes. Il a également rejoint l'organisation de jeunesse allemande Junge Union en 2010. Après un long voyage en Indonésie, il a décidé de faire campagne pour l'organisation écologiste Rettet den Regenwald.
En novembre 2021, le prince Alexander épouse civilement, puis religieusement, à Sigmaringen sa compagne américaine Michelle Vincentia Keith, née à Voorhees, New Jersey, le 24 août 1986.
Fin 2023, le prince Alexander, ayant « d'autres projets dans la vie, », annonce à son père vouloir renoncer à ses devoirs d'héritier dynastique et à la gestion du patrimoine familial des Hohenzollern, soit la représentation de la maison princière de Hohenzollern, ainsi que la gestion des résidences familiales — le château de Krauchenwies, le parc de Josefslust et le château d'Umkirch — et la présidence du groupe Unternehmensgruppe Fürst von Hohenzollern (« Groupe Prince de Hohenzollern »), qui gère les valeurs immobilières et forestières des Hohenzollern et emploie jusqu'à 3 200 personnes ; le prince Charles-Frédéric de Hohenzollern annonce que son neveu le prince Aloys de Hohenzollern (né en 1999), fils aîné de son frère cadet le prince Ferdinand de Hohenzollern (né en 1960), devient son nouvel héritier et prendra la tête de la dynastie et du groupe de sociétés des Hohenzollern en avril 2029, le jour de ses 30 ans,.